# Bythinella bicarinata
Bythinella bicarinata је пуж из реда Littorinimorpha. 

## Угроженост
Ова врста је крајње угрожена и у великој опасности од изумирања.

## Распрострањење
Ареал врсте је ограничен на једну државу. 
Француска је једино познато природно станиште врсте.

## Станиште
Станиште врсте су слатководна подручја. 